# Robert M. Latimer
Robert M. Latimer, (California, Estados Unidos, 14 de septiembre de 1934 - 2 de enero de 1998) fue un químico nuclear estadounidense, codescubridor del elemento químico lawrencio (junto a Albert Ghiorso, Torbjørn Sikkeland y Almon E. Larsh).

## Datos biográficos y formación académica
Era hijo de Wendell Mitchell Latimer, un químico famoso que dirigió el departamento de química de la universidad de California en Berkeley, donde él mismo conseguiría graduarse.
Murió el 2 de enero de 1998 de cáncer de pulmón. Tenía 63 años.

## Carrera profesional
Participó como químico en el Laboratorio de Radiación (hoy Laboratorio Nacional Lawrence Berkeley de la Universidad de California donde comenzó su carrera en 1958 como químico nuclear. En 1964 se convirtió en director del grupo de Química Nuclear, estando a cargo de la instalación de producción de elementos pesados. Trabajó con Albert Ghiorso en el equipo de investigación que descubrió el elemento 103 (lawrencio).
A finales de los años 60 Latimer se trasladó de la investigación a la administración de las operaciones de seguridad, y, finalmente, fue jefe de la División de Salud Ambiental y Seguridad, 
durante más de una década.
Después de una larga carrera en el Laboratorio de Berkeley, Latimer se unió al departamento de Control de Riesgos en el Laboratorio Nacional Livermore.

## Descubrimiento del lawrencio
Latimer, como parte del equipo que dirigía Albert Ghiorso en busca de nuevos elementos transuránicos participó en el descubrimiento del último actínido, tarea muy compleja por las cantidades extremadamente pequeñas de muestra y por la brevedad de sus vidas medias (sólo unos minutos o segundos).
El lawrencio se obtuvo en 1961 al bombardear un blanco que contenía átomos de californio con iones boro en el acelerador de iones pesados (HILAC) del Laboratorio Nacional Berkeley de la Universidad de California.

## Publicaciones
- "New Element, Lawrencium, Atomic Number 103." Albert Ghiorso, Torbjørn Sikkeland, Almon E. Larsh, y Robert M. Latimer. Physical Review Letters, vol. 6, núm. 9, 1961, pp. 473–475.
- SPALLATION-FISSION COMPETITION IN ASTATINE COMPOUND NUCLEI FORMED BY HEAVY-ION BOMBARDMENT. Thomas, T. Darrah; Gordon, Glen E.; Latimer, Robert M.; Seaborg, Glenn T. Lawrence Berkeley National Laboratory. Noviembre de 1961.